# Famille Bolani
 (juillet 2024).
Si vous disposez d'ouvrages ou d'articles de référence ou si vous connaissez des sites web de qualité traitant du thème abordé ici, merci de compléter l'article en donnant les références utiles à sa vérifiabilité et en les liant à la section « Notes et références ».
Pour l’article homonyme, voir Bolani.
La famille Bolani (ou Bollani) est une famille patricienne de Venise, originaire de Constantinople, d'où elle revint sur une des 140 galères de Domenico Michele, envoyées chasser les infidèles de Terre Sainte. Elle participa en 1275 à l'élection du Doge, sans faire partie de la noblesse. La famille fut réintégrée dans l'ordre de Patrice lors de la chute de Constantinople dans la personne de Tommasi, ce qui fait penser qu'elle en fut exclue lors de la clôture du Maggior Consiglio en 1297.

## Personnalités

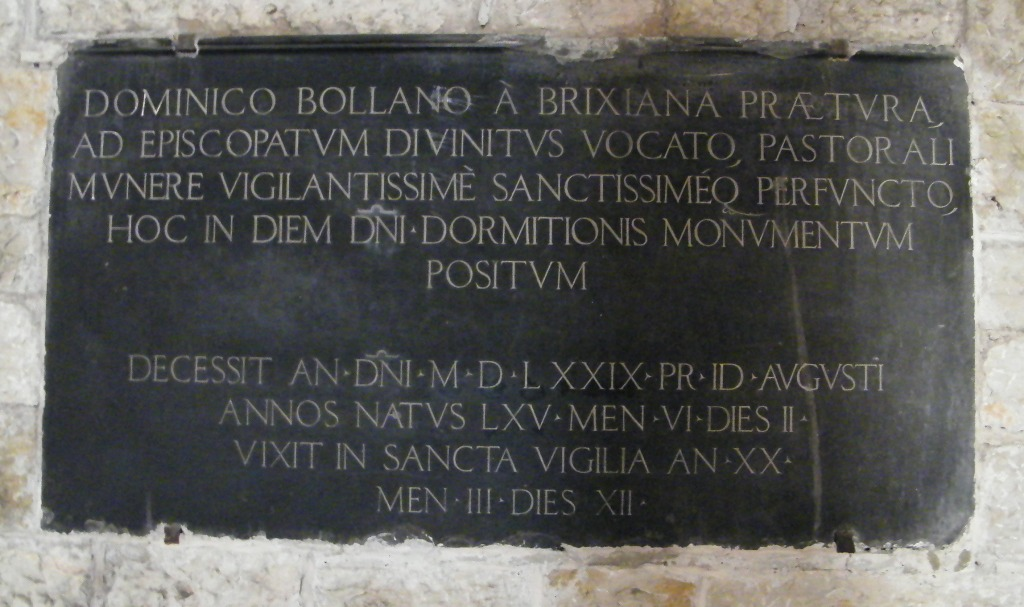
plaque à la gloire de Domenico Bollani

- Marco, procurateur de Saint-Marc au début du XVIe siècle.
- Domenico Bollani († 1496), homme politique et diplomate.
- Domenico Bollani († 1504), homme politique et diplomate.
- Domenico Bollani (en) (1514 - 1579), ambassadeur en Angleterre auprès d'Édouard IV, ensuite podestat à Brescia et évêque de cette même ville, assiste au Concile de Trente.
- Domenico Bollani († 1613), évêque de La Canée.

## Armes

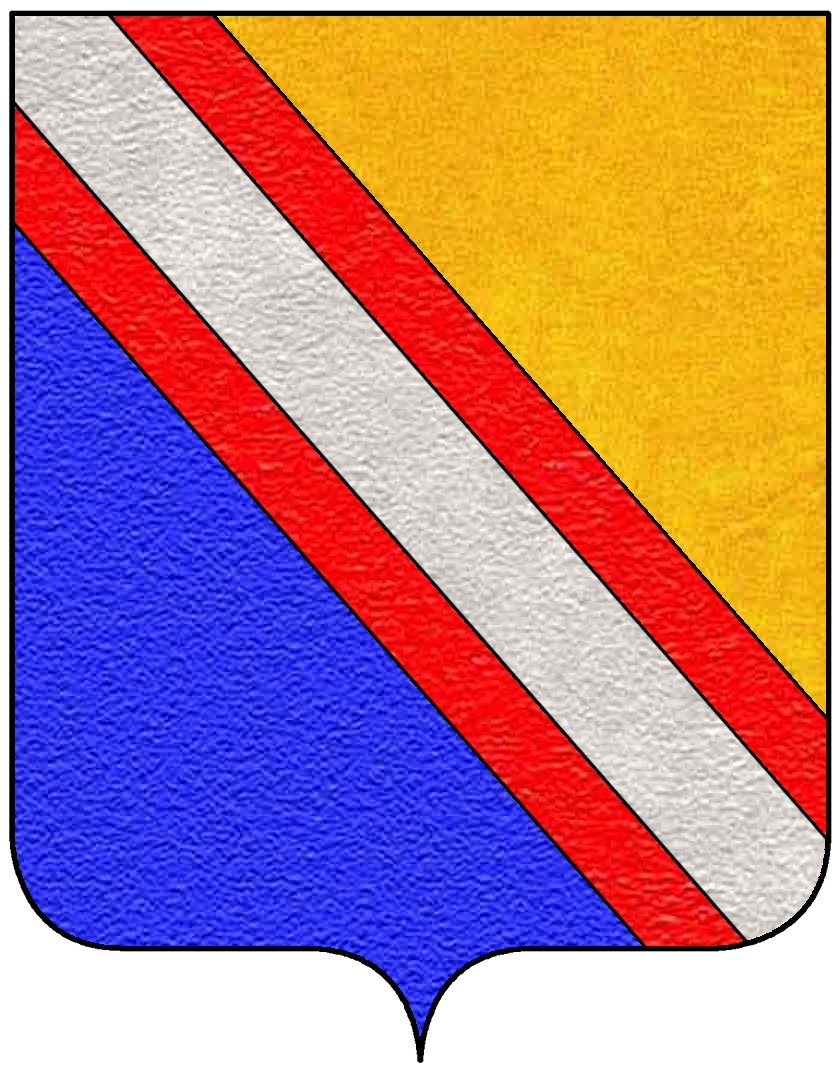
Armes de la famille Bolani

Les armes des Bolani: cinq bandes, deux de gueules entre trois d'or, d'argent et d'azur.

## Architecture

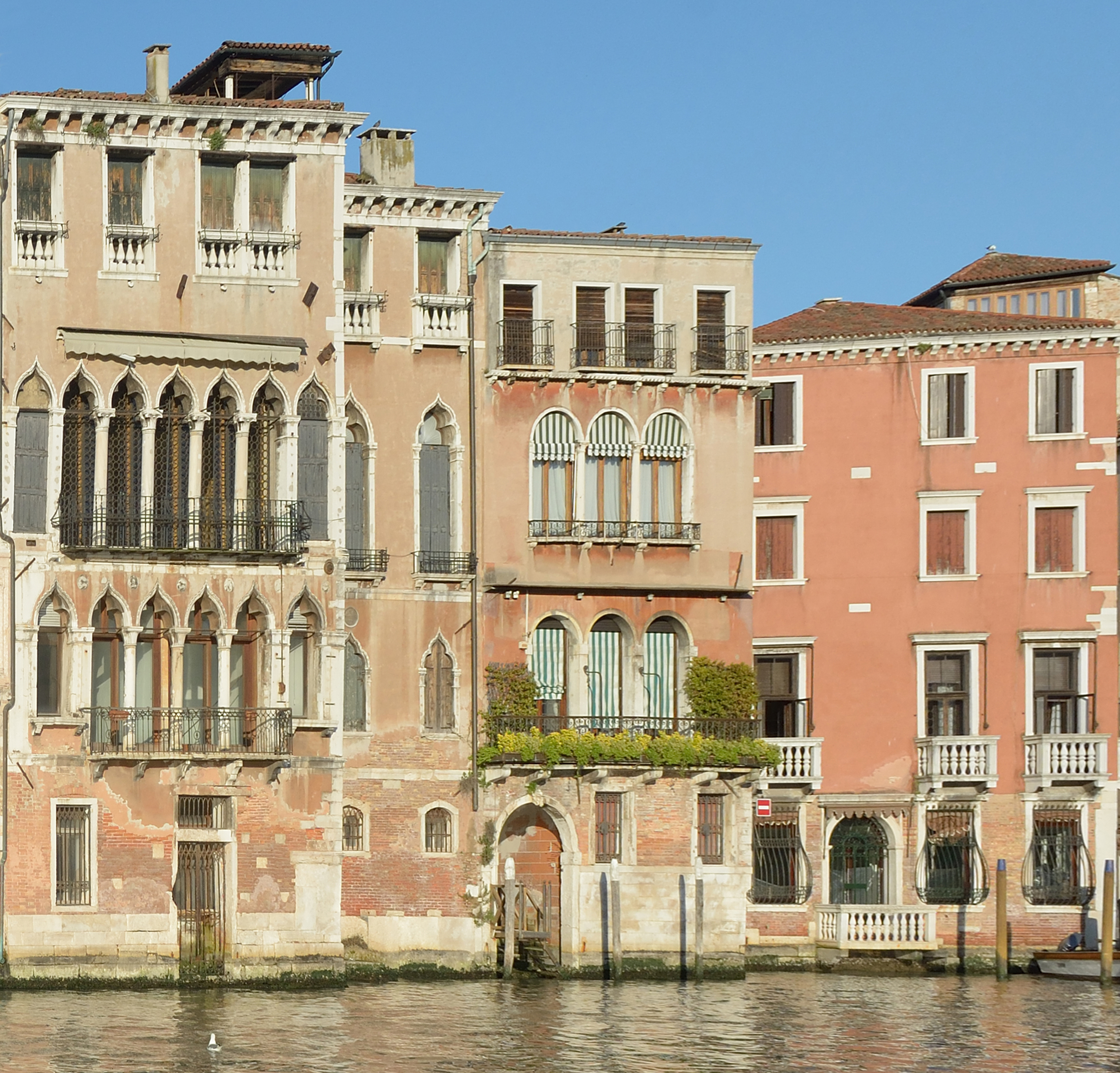
Palais Bollani Erizzo, à Cannaregio
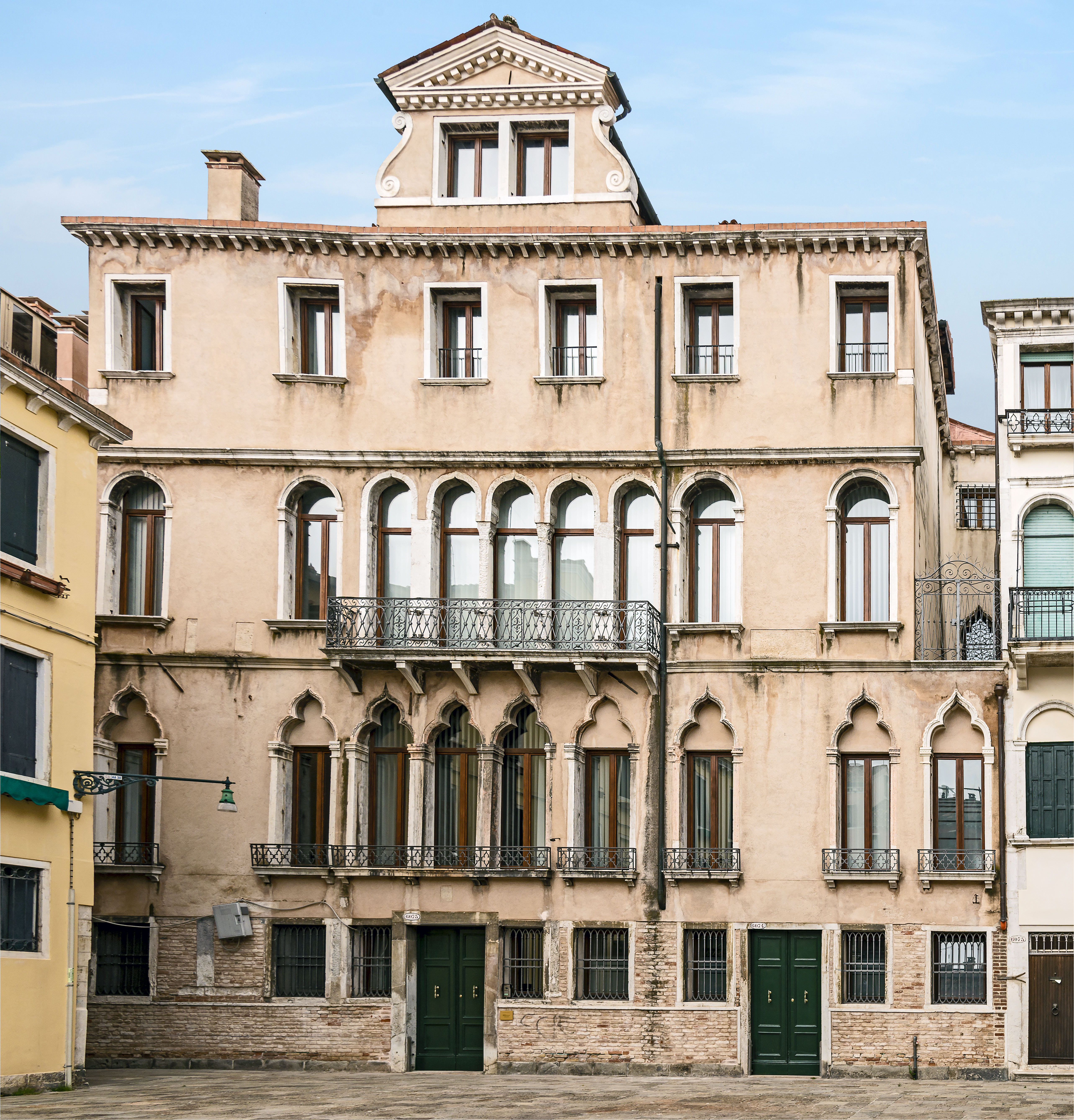
Palais Dolfin Bollani, a Castello.